# SysRq
SysRq або SysReq (скорочення від англ. System Request) — клавіша на клавіатурі для IBM PC-сумісного комп'ютера починаючи з PC/AT, котра не має стандартного призначення. Спочатку з'явилась на клавіатурі консолей типу IBM 3270 для мейнфрейма IBM System/370, де використовувалась для перемикання введення напряму в ОС VM/370 або MVS.
У сучасних операційних системах може бути увімкнена для спеціального використання; наприклад, у ядрі Linux можна увімкнути спеціальний режим обробки SysRq, що називається «magic SysRq key», і який дозволяє адміністраторові або користувачеві системи виконувати негайне перезавантаження, синхронізувати буфери файлів, отримувати інформацію про стан процесів і інше.
У 84-кнопочній версії клавіатури IBM PC/AT SysRq була окремою клавішею, в сучасних клавіатурах вона суміщена із клавішею Print Screen.

## Історія
84-та клавіша, SysRq, була додана IBM в клавіатуру для IBM PC/AT для того, щоб можна було викликати низькорівневі функції операційної системи без ризику конфлікту з будь-яким наявним програмним забезпеченням. Було додано програмне переривання BIOS номер 0x15, підфункція 0x85, котре повідомляло ОС про натискання або відпускання клавіші SysRq. На відміну від більшості клавіш, натиснення SysRq не додавало чогось до буферу клавіатури.
Низькорівнева реалізація SysRq, ймовірно, планувалась для перемиканням між операційними системами. Так, під час створення перших IBM-PC в 1980-х, на них широко використовувалися три системи: PC DOS, CP/M-86 та UCSD p-System, а в 1983—1984 з'явилася Xenix.
Спеціальна клавіша була створена, щоб обійти різноманітні низькорівневі TSR програми, що працюють з клавіатурою в обхід ОС, наприклад, для реалізації гарячих клавіш.